# Uroš Mirković
Uroš Mirković (in serbo Урош Мирковић?; Pristina, 11 gennaio 1982) è un cestista serbo.

## Palmarès
- Campionato bosniaco: 1

Igokea: 2013-14
- Coppa di Polonia: 1

Starogard Gdański: 2011